# 安河镇
安河镇是中国陕西省延安市延长县下辖的一个镇。

## 行政区划
安河镇下辖以下行政区：
安河村、佛光村、李家窑库村、尚家村、上畔村、兰街村、马山村、闫家圪崂村、觅太村、巨林村、桥沟村、白俭村、后河村、古道村、张家村、白腰村、桐居村、土莫村、后山村、王满村、石邱村、车村、芙蓉村、呼家山村、山圪垛村、克苏村